# IBM 602
La IBM 602 Calculating Punch (Calculadora de tarjetas perforadas), introducida en 1946, fue una calculadora electromecánica capaz de sumar, restar, multiplicar y dividir, siendo la primera máquina de IBM capaz de realizar una división (la anterior IBM 601 de 1931 solo podía sumar, restar y multiplicar). Como otras calculadoras de tarjeta perforada de IBM se programaba utilizando un tablero de control con interruptores que se cableaba, definiendo unos pasos de programa (no existía memoria de programa y un paso podía ser una operación combinada de lectura, cálculo (usando un registro de memoria o aumentando un contador) y salida (perforación y/o acumulación). Los datos de entrada se leían de una tarjeta perforada, los resultados podrían ser perforados en la misma tarjeta o en una tarjeta final, a una velocidad media de proceso de 100 tarjetas por minuto.
La 602 no funcionaba de forma confiable en la práctica (por temas mecánicos), por lo que en 1948 fue lanzada la 602-A (una "602 que funcionaba"), diseñada por George Daly, siendo la última de las calculadoras electromecánicas de IBM. El modelo A usaba un panel de control con una disposición completamente diferente de la 602 original.
La máquina estaba disponible en cuatro modelos: Modelo 1, Modelo 2, Modelo 50, y Modelo 51. Los modelos de la "Serie 50" eran versiones de bajo coste que operaban a velocidad más lenta, con menos espacio para los pasos de programa y menos registros de almacenamiento y contadores, y el Modelo 51 eliminaba la división.
| Modelo | Ciclos de Máquina por Minuto | Pasos de Programa | Registros de 12 Dígitos | Contadores de 6 Dígitos | Contadores de 4 Dígitos | Funciones  |
| ------ | ---------------------------- | ----------------- | ----------------------- | ----------------------- | ----------------------- | ---------- |
| 1      | 200                          | 12                | 6                       | 3                       | 3                       | +, -, *, / |
| 2      | 200                          | 12                | 6                       | 3                       | 3                       | +, -, *, / |
| 50     | 150                          | 6                 | 4                       | 3                       | 1                       | +, -, *, / |
| 51     | 150                          | 6                 | 4                       | 3                       | 1                       | +, -, *    |

Dos contadores adicionales estaban disponibles como una característica opcional para todos los modelos.
Los pasos de programa se ejecutan en un ciclo de máquina, excepto los que efectuaban multiplicaciones o divisiones qué tomaban tantos ciclos de máquina como fueran necesarios para la operación. El ritmo de perforado era de aproximadamente cuatro columnas por ciclo de máquina. El número total de ciclos de máquina requeridos por cada tarjeta varíaba dependiendo del valor del dato y de la programación.
Programar la 602 para cada problema implicaba modificar dos cosas:
1. Un tablero de control cableado para la secuencia del cálculo
2. Una Barra de Saltos con "insertos" colocada en la primera columna de cada campo a perforar